# Jardín de Culión
Jardín es un barrio rural  del municipio filipino de tercera categoría de Culión perteneciente a la provincia  de Paragua en Mimaro,  Región IV-B.

## Geografía
El municipio de Culión, 270 km al norte de Puerto Princesa, se extiende por  la totalidad de  isla de Culión y otras adyacentes, entre las de Busuanga al norte, Linapacán al sur y Corón a levante.
Todas forman parte del  de las islas Calamianes  en el norte de la provincia de Paragua, en el Estrecho de Mindoro, lengua de mar que comunica el mar de la China Meridional y el Mar de Joló.
Ocupa una península situada en la isla de Culión entre las bahías de Corón, al este, y de Kalalalingday al oeste. También comprende las isla principal  de Marily, en el Paso del Oeste de Corón y otras menores: Tampit, Lamay (Ennanda), Demang, Bakbak, Lakit, Naglayán y de Tending.

### Demografía
El barrio  de Jardín  contaba  en mayo de 2010 con una población de 1.146 habitantes, siendo el  tercer barrio más poblado del municipio.
Comprende los sitios de Dibognot, de Mangahán y de Tabulsit.

## Historia
La isla de Culión formaba parte de la provincia española de  Calamianes, una de las de las 35 provincias de la división política del archipiélago Filipino, en la parte llamada de Visayas. Pertenecía a la audiencia territorial  y Capitanía General de Filipinas, y en lo espiritual a la diócesis de Cebú.